# Ashley Olsen

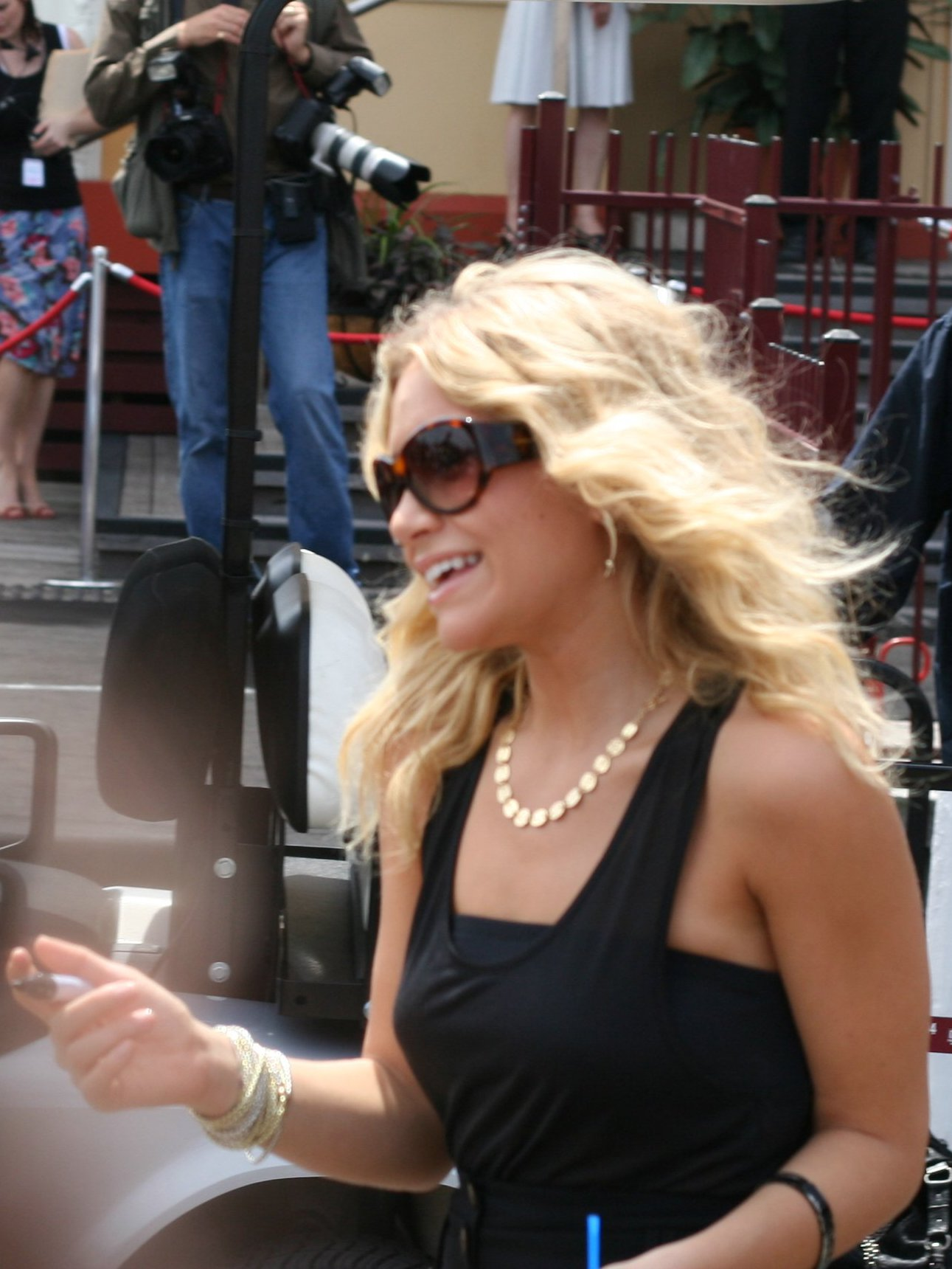
Ashley Olsen în Paris, Franța

Ashley Olsen (n.13 iunie 1986) este un designer vestimentar, afaceristă, scriitoare și o fostă actriță și producătoare. Aceasta mai este și sora geamănă a lui Mary-Kate Olsen Ea a jucat cu sora ei în multe spot-uri publicitare și în multe filme.

### Biografie
·        Ashley Fuller Olsen (născută la 13 iunie 1986) este un designer de modă, producător, autoare, femeie de afaceri și fostă actriță americană. Ea a co-fondat brandurile de modă de lux The Row, Elizabeth și James și liniile mai accesibile Olsenboye și StyleMint împreună cu sora ei geamănă Mary-Kate Olsen. Ea este, de asemenea, sora mai mare a actriței Elizabeth Olsen.
Ashley s-a născut în Sherman Oaks, Los Angeles, California, fiica lui Jarnette „Jarnie”, un manager personal, și a lui David „Dave” Olsen, un dezvoltator imobiliar și bancher ipotecar. Ea și geamana ei Mary-Kate au un frate mai mare, Trent Olsen, o soră mai mică, actrița Elizabeth Olsen și frații vitregi mai mici, Taylor și Jake, din a doua căsătorie a tatălui lor, după ce părinții lor au divorțat în 1996. Ashley și frații și frații ei vitregi au ascendență norvegiană de partea tatălui lor.
Olsen și-a început cariera la vârsta de nouă luni, când ea și Mary-Kate au fost angajate pentru a împărtăși rolul lui Michelle Tanner în popularul serial de televiziune Full House în 1987. După sfârșitul Full House, Olsen a lansat o serie de filme de succes direct la video și a devenit o figură populară pe piața preadolescentilor la sfârșitul anilor 1990 și începutul anilor 2000. Ea a devenit un nume cunoscut, cu asemănarea ei văzută în haine, cărți, parfumuri, reviste, filme și afișe, printre altele. Au existat păpuși de modă ale ei făcute de Mattel din 2000 până în 2005. Ea a jucat în serialul video The Adventures of Mary-Kate & Ashley, show-ul ABC Two of a Kind și ABC Family's So Little Time. Ea și sora ei au fost clasate împreună pe locul trei în programul VH1 100 Greatest Child Stars. În 2004, gemenii au apărut în comedia romantică ușoară, New York Minute. În 2007, când Mary-Kate și Ashley aveau 21 de ani, au spus că dacă s-ar implica din nou în filme împreună, ar fi ca producători. Când a fost întrebată despre actorie din nou în 2009, Ashley a spus: „Nu spune niciodată niciodată”. În 2009, Olsen s-a gândit să revină la actorie. S-a răzgândit și în 2012 surorile au decis să renunțe definitiv la actorie și să se concentreze pe modă. În octombrie 2013, Olsen a apărut în videoclipul pentru „City of Angels” de Thirty Seconds to Mars.